# Special Delivery (Polly Brown)
Special Delivery è il secondo album in studio della cantante britannica Polly Brown, pubblicato nel 1975 dalla Pye Records.

## Tracce
1. Up In a Puff of Smoke – 3:26
2. Am I Losing My Touch – 3:55
3. Special Delivery – 4:30
4. S.O.S. – 3:51
5. One Girl Too Late – 3:19
6. You're My Number One – 3:40
7. I'm Saving All My Love – 3:03
8. Shot Down In Flames – 3:43
9. Dial L for Love – 3:23
10. I Need Another Song – 5:27